# Pallanuoto ai Giochi della XXVII Olimpiade
L'edizione di Sydney 2000 ha segnato un momento storico importante per la pallanuoto, in quanto venne disputato per la prima volta il torneo olimpico femminile. Le gare della manifestazione si sono svolte negli impianti del Sydney International Aquatic Centre e del Ryde Aquatic Leisure Centre dal 16 settembre al 1º ottobre 2000.
Il debutto femminile avviene in tono minore, con appena 6 squadre ammesse a partecipare al torneo. Le formazioni sono inserite in un unico girone al termine del quale le prime quattro si sono qualificate per le semifinali. Il primo oro olimpico della storia è stato conquistato dalle padrone di casa dell'Australia.
Il torneo maschile, giunto alla ventitreesima edizione, si è svolto secondo la stessa formula di Atlanta 1996. L'Ungheria torna sul gradino più alto del podio dopo 24 anni di digiuno, conquistando il suo sesto titolo olimpico.

## Squadre partecipanti

### Torneo femminile
- Australia
- Canada
- Kazakistan
- Paesi Bassi
- Russia
- Stati Uniti

### Torneo maschile
GRUPPO A
- Australia
- Italia
- Kazakistan
- Russia
- Slovacchia
- Spagna

GRUPPO B
- Croazia
- Grecia
- Jugoslavia
- Paesi Bassi
- Stati Uniti
- Ungheria

## Calendario
| Uomini |     |     |     |     |     |  |    | 1°T | 1°T | 1°T | 1°T | 1°T |  | Q. | SF | F | 1 |
| Donne  | 1°T | 1°T | 1°T | 1°T | 1°T |  | SF | F   |     |     |     |     |  |    |    |   | 1 |
| Totale |     |     |     |     |     |  |    | 1   |     |     |     |     |  |    |    | 1 | 2 |

## Podi
| Evento                         | Oro      | Argento | Bronzo     |
| Pallanuoto maschile (dettagli) | Ungheria | Russia  | Jugoslavia |

| Evento                          | Oro       | Argento     | Bronzo |
| Pallanuoto femminile (dettagli) | Australia | Stati Uniti | Russia |

## Medagliere
| Posizione | Paese       |   |   |   | Totale |
| --------- | ----------- | - | - | - | ------ |
| 1         | Ungheria    | 1 | 0 | 0 | 1      |
| 1         | Australia   | 1 | 0 | 0 | 1      |
| 3         | Russia      | 0 | 1 | 1 | 2      |
| 4         | Stati Uniti | 0 | 0 | 1 | 1      |
| 5         | Jugoslavia  | 0 | 0 | 1 | 1      |
| Totale    | Totale      | 2 | 2 | 2 | 6      |

## Risultati in dettaglio

### Torneo maschile
| Posizione | Squadra     | PG | V | P | S | GF | GS | Diff. |
| --------- | ----------- | -- | - | - | - | -- | -- | ----- |
|           | Ungheria    | 8  | 6 | 0 | 2 | 78 | 57 | +21   |
|           | Russia      | 8  | 6 | 1 | 1 | 76 | 58 | +18   |
|           | Jugoslavia  | 8  | 6 | 1 | 1 | 63 | 36 | +27   |
| 4         | Spagna      | 8  | 3 | 1 | 4 | 51 | 58 | -7    |
| 5         | Italia      | 8  | 6 | 1 | 1 | 66 | 52 | +14   |
| 6         | Stati Uniti | 8  | 3 | 0 | 5 | 69 | 68 | +1    |
| 7         | Croazia     | 8  | 5 | 1 | 2 | 68 | 56 | +12   |
| 8         | Australia   | 8  | 1 | 2 | 5 | 53 | 61 | -8    |
| 9         | Kazakistan  | 8  | 3 | 2 | 3 | 64 | 64 | 0     |
| 10        | Grecia      | 8  | 1 | 2 | 5 | 46 | 65 | -19   |
| 11        | Paesi Bassi | 8  | 2 | 1 | 5 | 53 | 75 | -22   |
| 12        | Slovacchia  | 8  | 0 | 0 | 8 | 54 | 91 | -37   |

### Torneo femminile
| Posizione | Squadra     | PG | V | P | S | GF | GS | Diff. |
| --------- | ----------- | -- | - | - | - | -- | -- | ----- |
|           | Australia   | 7  | 6 | 0 | 1 | 46 | 29 | +17   |
|           | Stati Uniti | 7  | 4 | 1 | 2 | 45 | 39 | +6    |
|           | Russia      | 7  | 3 | 1 | 3 | 46 | 39 | +7    |
| 4         | Paesi Bassi | 7  | 3 | 0 | 4 | 35 | 36 | -1    |
| 5         | Canada      | 6  | 2 | 2 | 2 | 42 | 42 | 0     |
| 6         | Kazakistan  | 6  | 0 | 0 | 6 | 31 | 60 | -29   |

## Fonti
- (EN)  Comitato Olimpico Internazionale: database medaglie olimpiche.
- (EN)  Comitato Organizzatore, Official report of the XXVII Olympiad: The Results - Water Polo (la84foundation.org[collegamento interrotto])